# 大口真神
真神（日语：まかみ）又稱作大口真神（（日語）おおぐちまがみ），為日本民間將日本狼（目前已經滅絕）神格化的神祇。

## 概要
自古以來，大口真神就被當成聖獸一般膜拜。《萬葉集》卷第八四時雜歌：「大口能，真神之原爾，零雪者，甚莫零，家母不有國」。其中「大口」即為狼，「真神原」（（日語）まがみがはら）乃飛鳥寺（位於奈良縣高市郡明日香村）中心一帶的地名。古代日本人將狼隻的猙獰兇猛神格化，用以守護種植的農作物不被豬和鹿破壞。
信徒認為狼能理解人類的語言、明辨是非、揚善懲惡、去除災厄（特別是火災、偷竊）等，所以許願或還願用的繪馬上也常出現狼的圖案。除了「大口真神」的別名外，也常用「大神」、「貴神」等稱呼表達對祂的敬畏。

## 信仰
在日本，祭祀大口真神的神社主要有下列：
- 三峰神社（埼玉縣秩父郡大瀧村）
- 釜山神社（埼玉縣大里郡寄居町）
- 山住神社（靜岡縣滨松市水窪町）
- 大川神社（京都府舞鶴市）

## 相關創作
- 漫畫：
  - 《真神說了算！》，茂松貴子著，長鴻出版社，ISBN 471-6814190474。
  - 海賊王，其中人物大和，擁有惡魔果實為动物系犬犬果實-幻兽种-大口真神型態。
- 手機遊戲：
  - 動物朋友

## 內部連結
- 日本狼

## 外部連結
- （日語）畏敬された日本狼の系譜
- （日語）ＮＨＫ【ＥＴＶ特集】「見狼記 ～神獣 ニホンオオカミ～」 （页面存档备份，存于）